# 佐藤史依
佐藤 史依（さとう しえ、1969年8月29日 - ）は、熊本県民テレビ(KKT)の社員で、同局報道部長兼アナウンス部長。
山口県下関市出身。山口県立下関南高等学校、梅光女学院大学卒業後、1993年4月に入社。2008年5月より報道部へ異動となり、報道部のデスクとして、ニュースの統括役を務めるほか、引き続き報道番組のキャスターを務めていた。また報道番組の制作にも携わっている。その後、2024年7月の人事異動でアナウンス部長に就任した。

## 過去の担当番組
- ニュースプラス1くまもと
- カジシンCINEMA
- KKTストレイトニュース
- テレビタNEWS
- あなたとKKT
- KKTニュース